# Federico D'Incà
Federico D'Incà (Belluno, 10 febbraio 1976) è un politico italiano.
È stato eletto deputato con il Movimento 5 Stelle nella XVII e XVIII legislatura; in Parlamento ha avanzato diverse istanze provenienti dai territori montani del Veneto in collaborazione con i gruppi locali del M5S, alcuni comitati civici e le amministrazioni locali. Ha ricoperto l'incarico di ministro per i rapporti con il Parlamento nel governo Conte II (2019-2021) e nel governo Draghi (2021-2022).

## Biografia
Residente a Trichiana, nel comune di Borgo Valbelluna, si è laureato in economia e commercio presso l'Università di Trento. È stato analista di sistemi di gestione informatici in una società privata fino al 2013. In precedenza aveva lavorato come quadro caposettore in una multinazionale della grande distribuzione e come responsabile della qualità in un'azienda di robotica e automazione. È consigliere della Fondazione Italia USA.

### Militanza nel Movimento 5 Stelle
Alle elezioni politiche del 2013 viene eletto deputato della XVII legislatura della Repubblica Italiana nella circoscrizione VIII Veneto 2 per il Movimento 5 Stelle. dal 17 dicembre 2013 è capogruppo del Movimento 5 Stelle alla Camera dei deputati subentrando ad Alessio Mattia Villarosa di cui era già vicecapogruppo vicario. L'on. Riccardo Nuti, precedentemente capogruppo, è tuttavia rimasto ufficialmente presidente del gruppo per motivi tecnico-burocratici dovuti all'organizzazione parlamentare fino al 4 settembre 2014 quando il predecessore Villarosa lo è diventato ufficialmente.
Il 26 marzo 2015 è diventato presidente ufficiale del gruppo parlamentare M5S, per rappresentarlo negli ambiti amministrativi e burocratici.
Nel 2016 ha ricoperto il ruolo di vice presidente della Commissione Parlamentare di inchiesta per la digitalizzazione della Pubblica Amministrazione.
Rieletto nel 2018 sempre con il Movimento 5 Stelle, viene nominato questore della Camera dei deputati. Fa parte della Commissione Bilancio, Tesoro e Programmazione, del Comitato per la Comunicazione e l'Informazione Esterna, del Comitato di Vigilanza sull'Attività di Documentazione, del Comitato per gli Affari del Personale, del Comitato per la Sicurezza.
Fino a novembre 2019, seguendo la pratica condivisa dagli eletti del Movimento 5 stelle, ha versato al fondo microcredito del M5S 208.881 euro.
Dal 5 settembre 2019 ricopre l'incarico di ministro per i rapporti con il Parlamento del Governo Conte II; il 3 ottobre seguente riceve anche la delega alla riforme. Il 13 febbraio 2021 viene riconfermato nel governo Draghi. Il 12 marzo gli è stata assegnata nuovamente la delega alle riforme istituzionali.

### Uscita dal Movimento 5 Stelle e fondazione di Ambiente 2050

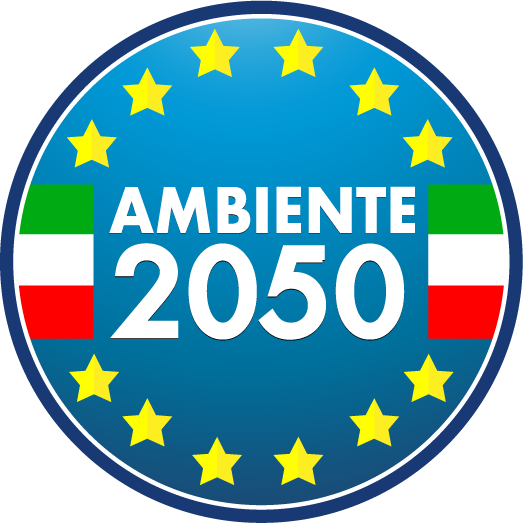
Logo di Ambiente 2050

Il 30 luglio 2022 abbandona il Movimento 5 Stelle, in disaccordo con la decisione del partito di non votare la fiducia al governo Draghi.
Il 1º agosto, insieme all'ex-capogruppo alla Camera del Movimento 5 Stelle Davide Crippa, dà vita ad Ambiente 2050, soggetto politico di ispirazione dichiaratamente progressista e ambientalista. Aderiscono anche i deputati Maurizio Cattoi e Alessandra Carbonaro, entrambi ex pentastellati.